# 요시다 마사야
요시다 마사야(일본어: 吉田 将也, 1996년 10월 10일~)는 일본의 축구 선수이다.

## 구단 경력
그는 2019년 J3리그의 더스파구사쓰 군마에 입단했다. 2020년 J2리그의 마쓰모토 야마가 FC로 이적했다. 2021년 도치기 SC로 임대 이적했다. 2022년 마쓰모토 야마가 FC로 복귀했다. 2023년 일본 풋볼 리그의 라인미어 아오모리로 이적했다.